# Iah
Az azonos nevű királynét lásd itt: Iah (királyné).
Iah vagy Jah (ỉˁḥ, kopt: ⲟⲟϩ) ókori egyiptomi holdisten. Neve eredetileg csak a holdat mint égitestet jelentette, később vált istenséggé, majd magukba olvasztották más lunáris istenségek (Thot, Honszu).

## Ikonográfiája
Ábrázolása antropomorf: álló férfialak, gyakran Honszuhoz hasonló, fején félhold vagy telihold szimbólummal, gyakran atef-koronával. Honszu oldalfürtje helyett hármas parókát visel. Thottal való azonosítása miatt íbiszfeje is lehet.

## Kultusza
Már a Piramisszövegekben előfordul neve, ahol a király apjának és fivérének is nevezi. Alakjának fejlődésében nagy szerepet játszhatott a kapcsolat más közel-keleti államokkal, hatással lehetett rá az akkád Szín holdisten. Kultuszának fénypontja a második átmeneti korra és a korai újbirodalomra tehető, a bevándorló majd Egyiptomot uraló hükszoszok és az őket kiűző XVIII. dinasztia idejére. A királyi család tagjai nevében is mutatta az isten iránti elkötelezettségét: a Jahmesz (Ahmesz, Ahmosze; „Jah gyermeke” vagy „Jah megszületett”) nevet többen is viselték közülük, és Kamosze fáraó nevére („a bika megszületett”) is hatással lehetett, hogy Szín istent is említették bikaként. III. Thotmesz egyik feleségének a neve Szatiah, „Jah leánya”; ez után az idő után nincs sok nyom, mely Jah kultuszára utalna. Időnként Honszu felnőtt alakjának tartották, így Honszu fokozatosan magába olvasztotta, de amuletteken továbbra is megjelent, és néha más ábrázolásai is előfordulnak; megjelenése ezeken Honszuéra hasonlít, fején lunáris jelképekkel, időnként ugyanolyan, testre simuló ruhában. Az ábrázolás annyiban különbözött ilyenkor Honszuétól, hogy ifjúság fürtje helyett teljes parókát viselt, az atef-koronán néha más jelkép is volt. Thottal (más néven Dzsehutival) Iah-Dzsehuti néven azonosították, ami az új hold istenét jelentette. Ebben az alakjában Thot lunáris aspektusát vette át, a tudás, írás és számolás istenéét. A hold részeit írásban a törtek szimbólumaiként is használták. Ozirisszel is azonosították Iahot, talán mert a hold ciklikussága az újjászületésre emlékeztetett.
Elterjedt tévhittel ellentétben a névnek etimológiailag nincs köze a Jahve névhez, hasonlóságuk véletlen egybeesés.